# 六点円

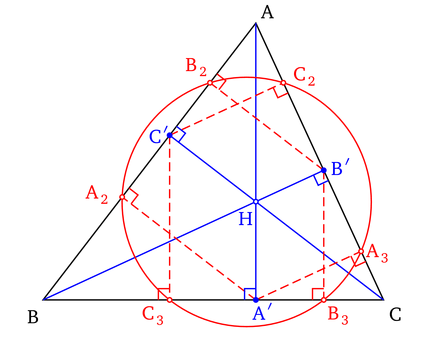
六点円

六点円（ろくてんえん）とは、三角形のそれぞれの頂点から下ろした垂線の足から他の2辺に下ろした合計6個の垂線の足を通る円である。この6点が同一円周上にあるという定理を「六点円の定理」という。
1880年代にヘンリー・マーティン・テイラーがこの円に関する論文を発表したことから、欧米ではテイラー円という呼び方が一般的である。

## 証明
この円の存在の証明は中学校までに習う幾何学の知識で可能である。
上の図で、∠AA'B=∠AB'B より A,B,A',B' は同一円周上にある。よって∠CBA=∠CB'A' なので⊿CBA∽⊿CB'A'。同様に⊿CA'B'∽⊿CA3B3。
⊿CA'H∽⊿CC3C', ⊿CB'H∽⊿CC2C' より、CA':CC3=CH:CC'=CB':CC2 よって⊿CA'B'∽⊿CC3C2。
⊿CA3B3∽⊿CC3C2 なので∠CA3B3=∠CC3C2 であり、A3,B3,C3,C2 の4点は同一円周上にある。同様に、A2,B2,B3,C3 の4点も同一円周上にある。
⊿CBA∽⊿C'B'A∽⊿C2B2A より、CB と C2B2 は平行である。
⊿CBA∽⊿CB'A'∽⊿CC2C3,⊿CBA∽⊿C'BA'∽⊿B2BB3 より ∠CC3C2=∠B2B3B=∠B3B2C2 これより B2,B3,C2,C3 の4点も同一円周上にある。
以上により6点が同一円周上にあることが示された。

## 中心と半径
六点円の中心は、外心・ルモワーヌ点らと同一直線（ブロカール軸）上にある。クラーク・キンバーリングのEncyclopedia of Triangle Centersでは、X(389)として登録されており、3つの内角の大きさを α, β, γ とすると、三線座標は以下の式で与えられる。
{\displaystyle \cot \alpha (\cot \alpha \cot \beta \cot \gamma )-\sin \alpha :\cot \beta (\cot \alpha \cot \beta \cot \gamma )-\sin \beta :\cot \gamma (\cot \alpha \cot \beta \cot \gamma )-\sin \gamma }
半径は、外接円の半径を Rとすると
{\displaystyle R_{T}=R{\sqrt {\sin ^{2}\alpha \sin ^{2}\beta \sin ^{2}\gamma +\cos ^{2}\alpha \cos ^{2}\beta \cos ^{2}\gamma }}}
で表すことができる。